# Mitja Valenčič
Mitja Valenčič (ur. 1 lutego 1978 w Cerklje na Gorenjskem) – słoweński narciarz alpejski, olimpijczyk.

## Kariera
Po raz pierwszy na arenie międzynarodowej pojawił się 16 grudnia 1995 roku w Zermatt, gdzie w zawodach FIS nie ukończył pierwszego przejazdu w gigancie. W 1996 roku wystartował na mistrzostwach świata juniorów w Schwyz, zajmując ósme miejsce w slalomie i jedenaste w gigancie. Jeszcze dwukrotnie startował na imprezach tego cyklu, zajmując między innymi piąte miejsce w slalomie podczas mistrzostw świata juniorów w Schladming w 1997 roku.
W zawodach Pucharu Świata zadebiutował 5 stycznia 1997 roku w Kranjskiej Gorze, gdzie nie zakwalifikował się do drugiego przejazdu giganta. Pierwsze pucharowe punkty wywalczył 26 stycznia 1998 roku w Kitzbühel, zajmując 18. miejsce w slalomie. Nigdy nie stanął na podium zawodów tego cyklu, najwyższą lokatę wywalczył 6 stycznia 2010 roku w Zagrzebiu, zajmując czwarte miejsce w slalomie. W zawodach tych walkę o podium przegrał z Francuzem Julienem Lizeroux. W sezonie 2011/2012 zajął 48. miejsce w klasyfikacji generalnej.
Wystartował na igrzyskach olimpijskich w Turynie w 2006 roku, gdzie zajął 12. miejsce w gigancie, a rywalizacji w slalomie nie ukończył. Na rozgrywanych cztery lata później igrzyskach w Vancouver zajął szóste miejsce w slalomie. Brał również udział w igrzyskach olimpijskich w Soczi w 2014 roku, kończąc slalom na jedenaste pozycji. Był też między innymi dziewiąty w gigancie na mistrzostwach świata w Åre w 2007 roku i dziesiąty w slalomie podczas mistrzostw świata w Schladming w 2013 roku.

## Osiągnięcia

### Igrzyska olimpijskie
| Miejsce | Dzień     | Rok  | Miejscowość     | Konkurencja | Czas    | Strata | Zwycięzca        |
| ------- | --------- | ---- | --------------- | ----------- | ------- | ------ | ---------------- |
| 12.     | 20 lutego | 2006 | Sestriere       | Gigant      | 1:30,65 | +2,39  | Benjamin Raich   |
| DNF1    | 25 lutego | 2006 | Sestriere       | Slalom      | 1:43,14 | —      | Benjamin Raich   |
| 6.      | 27 lutego | 2010 | Whistler        | Slalom      | 1:39,32 | +1,03  | Giuliano Razzoli |
| 11.     | 22 lutego | 2014 | Krasnaja Polana | Slalom      | 1:41,84 | +2,30  | Mario Matt       |

### Mistrzostwa świata
| Miejsce | Dzień     | Rok  | Miejscowość            | Konkurencja | Czas biegu | Strata | Zwycięzca            |
| ------- | --------- | ---- | ---------------------- | ----------- | ---------- | ------ | -------------------- |
| 23.     | 14 lutego | 1999 | Vail i Beaver Creek    | Slalom      | 1:42,12    | +4,67  | Kalle Palander       |
| DNF2    | 12 lutego | 2003 | Sankt Moritz           | Gigant      | 2:45,93    | -      | Bode Miller          |
| 21.     | 9 lutego  | 2005 | Bormio                 | Gigant      | 2:50,41    | +4,41  | Hermann Maier        |
| 15.     | 12 lutego | 2005 | Bormio                 | Slalom      | 1:41,34    | +3,22  | Benjamin Raich       |
| 9.      | 14 lutego | 2007 | Åre                    | Gigant      | 2:19,64    | +1,47  | Aksel Lund Svindal   |
| DNF1    | 17 lutego | 2007 | Åre                    | Slalom      | 1:57,33    | -      | Mario Matt           |
| DNF1    | 15 lutego | 2009 | Val d’Isère            | Slalom      | 1:44,17    | -      | Manfred Pranger      |
| 13.     | 20 lutego | 2011 | Garmisch-Partenkirchen | Slalom      | 1:41,72    | +1,91  | Jean-Baptiste Grange |
| 10.     | 17 lutego | 2013 | Schladming             | Slalom      | 1:51,03    | +2,17  | Marcel Hirscher      |

### Mistrzostwa świata juniorów
| Miejsce | Dzień     | Rok  | Miejscowość | Konkurencja | Czas biegu | Strata | Zwycięzca          |
| ------- | --------- | ---- | ----------- | ----------- | ---------- | ------ | ------------------ |
| 11.     | 1 marca   | 1996 | Schwyz      | Gigant      | 2:03,09    | +2,31  | Rainer Schönfelder |
| 8.      | 3 marca   | 1996 | Schwyz      | Slalom      | 1:31,71    | +1,74  | Benjamin Raich     |
| DNF     | 26 lutego | 1997 | Schladming  | Zjazd       | 1:32,21    | -      | Matteo Berbenni    |
| 27.     | 27 lutego | 1997 | Schladming  | Supergigant | 1:14,96    | +2,03  | Martin Stocker     |
| 5.      | 28 lutego | 1997 | Schladming  | Gigant      | 2:00,57    | +1,96  | Benjamin Raich     |
| DNF1    | 1 marca   | 1997 | Schladming  | Slalom      | 1:34,80    | -      | Mitja Dragšič      |
| 18.     | 28 lutego | 1998 | Megève      | Gigant      | 2:01,62    | +3,10  | Benjamin Raich     |
| DNF2    | 1 marca   | 1998 | Megève      | Slalom      | 1:23,06    | -      | Benjamin Raich     |

### Puchar Świata

#### Miejsca w klasyfikacji generalnej
- sezon 1997/1998: 116.
- sezon 1998/1999: 99.
- sezon 1999/2000: 82.
- sezon 2001/2002: 119.
- sezon 2002/2003: 132.
- sezon 2003/2004: 74.
- sezon 2004/2005: 100.
- sezon 2005/2006: 93.
- sezon 2006/2007: 90.
- sezon 2007/2008: 96.
- sezon 2008/2009: 69.
- sezon 2009/2010: 59.
- sezon 2010/2011: 63.
- sezon 2011/2012: 48.

#### Miejsca na podium
Valenčič nie stanął na podium zawodów PŚ.